# De las plantas
De las plantas (en griego: Περὶ φυτῶν; en latín: De plantis) es un tratado botánico incluido en el Corpus Aristotelicum pero que generalmente se considera espurio. La obra ha sido traducida según una traducción latina de una traducción árabe de otro texto que la mayoría de los estudiosos creen que fue escrito por el historiador y filósofo peripatético Nicolás de Damasco en el siglo I a. C. El tratado describe la naturaleza y los orígenes de las plantas. 
Según sus propias referencias, parece haber una obra que Aristóteles escribió sobre las plantas, la cual había desaparecido en tiempos de Alejandro, y de una obra cuyo autor probable era Nicolás de Damasco, del tiempo de Augusto.

## Libro
El trabajo se divide en dos partes. 

### Parte 1
La primera parte analiza la naturaleza de la vida vegetal, el sexo en las plantas, las partes de las plantas, la estructura de las plantas, la clasificación de las plantas, la composición y los productos de las plantas, los métodos de propagación y fertilización de las plantas, y los cambios y variaciones de las plantas. 

### Parte 2
La segunda parte describe los orígenes de la vida vegetal, el material de las plantas, los efectos de las condiciones externas y el clima en las plantas, las plantas acuáticas, las plantas de roca, los efectos de la localidad en las plantas, el parasitismo, la producción de frutos y hojas, los colores y las formas. de plantas y frutas y sus sabores. 